# Saint-Léger-le-Petit
 Saint-Léger-le-Petit  là một xã thuộc tỉnh Cher trong vùng Centre-Val de Loire miền trung Pháp.